# Nederlands Informatiebureau
Het Nederlands Informatiebureau (Engels: Netherlands Information Bureau, afgekort als N.I.B.) was een bureau dat in juni 1941 door de Nederlandse regering in ballingschap (Londen) werd opgericht om de Amerikaanse overheid en de Amerikaanse pers te informeren over Nederland. Het doel van het bureau was het bedrijven van wat wel 'openbare diplomatie' wordt genoemd.
Het N.I.B. was gehuisvest in het Rockefeller Center in New York, had een persafdeling, verzorgde radio-uitzendingen als de Vrije Nederlandsche Omroep, produceerde documentaire films, bezat een expositieruimte en het had een aparte afdeling voor Indonesische zaken. Het verspreidde ook gelijkgezinde tijdschriften, waaronder The Knickerbocker Weekly, dat officieel geen publicatie was van het N.I.B. Het bureau opende kantoren in San Francisco, Boston, Washington D.C. en Holland (Michigan). Aanvankelijk vervulde het N.I.B. zijn missie door Nederland als een klein maar dapper slachtoffer van nazi-overheersing voor te stellen. Later werd het beeld geschetst van een weliswaar niet zeer grote maar toch interessante economische partner en tevens invloedrijke koloniale mogendheid. Aan de bepleite status van invloedrijke koloniale mogendheid kwam met de onafhankelijkheid van Indonesië een einde.
In 1951 werd de naam veranderd in Netherlands Information Service. J.L. Heldring, de latere columnist en hoofdredacteur van NRC Handelsblad, werkte van 1949-1953 bij dit bureau, vanaf 1951 als directeur. In 1974 werd de organisatie opgeheven.